# Амирханов, Амиран Георгиевич
Амиран Георгиевич Амирханов (арм. Ամիրան Ամիրխանով, род. 27 февраля 1986, Химки, СССР) — российский и армянский профессиональный баскетболист, играющий на позиции разыгрывающего защитника.

## Карьера
После окончания спортивной школы подмосковного баскетбольного клуба «Химки», прошёл отбор в молодёжный проект ЦСКА. В 2004 году стал победителем молодёжного турнира Евролиги в составе молодёжной команды клуба.
В 2005 году стал игроком молодёжной команды УНИКС. С 2009 года привлекался к играм основного состава казанской команды.
В сезоне 2014/2015 Амирханов играл за казахстанский «Алматинский Легион», где лидировал по результативным передачам, набирая в среднем 4,7 передачи за игру – это 5-й показатель среди распасовщиков Суперлиги в регулярном чемпионате.
Летом 2015 года был приглашён на просмотр в «Иркут», но после предсезонных сборов покинул команду.
В январе 2016 года вернулся в «Алматинский Легион».
В 2016 вступил в сборную Армении и стал победителем чемпионата Европы среди малых стран.

## Достижения

### Клубные
- Серебряный призёр чемпионата Казахстана: 2014/2015

### Сборная Армении
- Победитель чемпионата Европы среди малых стран: 2016